# Амитернум
Амитернум (Amiternum) е древен град на самнитите в Италия.
Намира се в Абруцо, в подножието на Gran Sasso d’Italia на местото на квартал San Vittorino в днешния град Л'Акуила. Разположен е на река Атерно (Aternus) на 83 римски мили (около 125 км) от Рим и е важно кръстовище на Виа Цецилия, Виа Клавдия Нова и на две разклонения на Виа Салария.
През 293 пр.н.е. е превзет от Спурий Карвилий Максим от самнитите. Римляните го управляват като префектура (praefectura).
От 2 век пр.н.е. Амитернум е напълно романизиран и принадлежи към Tribus Quirina. През 86 пр.н.е. в Амитернум е роден историкът Гай Салустий Крисп.
Според по-късна локална легенда от Амитернум произлиза също и Понтий Пилат.
По време на Римската империя има около 20.000 до 25.000 жители и става седалище на епископ (Диоцез). През 346 г. е разрушен от земетресение. Едва през 1250 г. градът е напуснат и жителите му се заселват на 8 км по-далече в Л'Акуила, който поема и епископското седалище, което съществува с името Diocesi di Amiterno (Dioecesis Amiternina).
Най-известни са намереният надпис на календар, fasti Amiterni и християнските катакомби.